# Liste der Gestalten der griechischen Mythologie/G
Die Liste der Gestalten der griechischen Mythologie enthält Gestalten der griechischen Mythologie.
Aufgenommen werden alle durch literarische oder inschriftliche Zeugnisse namentlich bekannten Gestalten. Dazu zählen etwa Götter, Halbgötter, Mischwesen oder Ungeheuer, wie auch im Mythos erscheinende menschliche Figuren oder Tiere. Ebenfalls aufgenommen werden Beinamen, alternative Namen und Gruppennamen.

## Legende
- Name: Deutsche Umschrift des Namens ohne Akzente oder Längenzeichen. Namen, deren traditionellen Umschriften mit Umlaut gebildet werden oder mit einem U beginnen, werden hier ohne Umlaut und mit der Umschrift Ou aufgeführt. So ist z. B. Ödipus unter Oidipus oder Uranos unter Ouranos zu finden.
- griechisch: Altgriechische Schreibung des Namens.
- Beschreibung: Enthält eine knappe Beschreibung der Gestalt, in der sie soweit möglich eingeordnet wird (Gott, Nymphe, Satyr, Sohn oder Tochter von…).
- Nachweise: Die ausführlichen Nachweise stehen im jeweiligen Artikel und nicht in dieser Liste.

Siehe auch die allgemeinen Hinweise zur Liste der Gestalten der griechischen Mythologie.

## Liste
| Name          | griechisch             | Beschreibung                                                                          | Nachweise                                                   |
| ------------- | ---------------------- | ------------------------------------------------------------------------------------- | ----------------------------------------------------------- |
| Gabios        | Γάβιος                 | Anführer aus Lydien, hilft Dionysos im Kampf gegen die Inder                          | Roscher 1,1565. Nonnos: Dionysiaka 13,500.                  |
| Gadeiros      | Γάδειρος               | Sohn von Kleito und Poseidon                                                          |                                                             |
| Gaia          | Γαῖα                   | Göttin der Erde, eine der ersten im Chaos, nebst Tartaros, Eros, Nyx                  | Roscher 1,1566-1586. Aristoteles: Metaphysica 1,3.          |
| Gaieochos     | Γαιήοχος, -άοχοσ       | das ist Poseidon                                                                      | Roscher 1,1586 (1).                                         |
| Gaieochos     | Γαιήοχος, -άοχοσ       | Epitheton der Artemis oder Hekate, Beschützerin von Boiotien                          | Roscher 1,1586 (2). Sophokles: König Ödipus 160.            |
| Galadras      | Γαλάδρας               | Sohn des Emathios, gründet die Stadt Galadrai in Makedonien, nach ihm der Berg        | Roscher 1,1586. Stephanos von Byzanz sv Γαλάδραι.           |
| Galanthis     | Γαλανθίς               | das ist Galinthias, dienstfertige Magd der Alkmene                                    | Roscher 1,1586. Ovid: Metamorphosen 9,306.                  |
| Galas         | Γάλας, Γαλάτης         | das ist Galates, Sohn des Kyklopen Polyphem                                           | Roscher 1,1586. Appian: Illyrica 2.                         |
| Galateia      | Γαλατεία               | Nereide, Tochter von Nereus und Doris, „die Milchweiße“                               | Roscher 1,1586 (1). Hesiod: Theogonie 250.                  |
| Galateia      | Γαλατεία               | Tochter des Eurytios, mit Lampros Mutter der „Tochter“ Leukippos                      | Roscher 1,1586-1589 (2). Nonnos: Dionysiaka 6,300; 14,61.   |
| Galates       | Γαλάτης, Γάλας         | Sohn des Herakles, Eponymer Heros der Kelten                                          | Roscher 1,1589. Diodor 5,24.                                |
| Galatia       | Γαλατία                | Frau mit Ähren in der linken Hand, an Anker gestützt, auf einem Karneol               | Roscher 1,1589. CIG 7051.                                   |
| Galaxaure     | Γαλαξαύρη              | Okeanide, Tochter von Okeanos und Tethys                                              | Roscher 1,1590. Hesiod: Theogonie 353.                      |
| Galene        | Γαλήνη                 | Nereide, „Windstille“, von Unruhe befreite, in sich erfüllte Seele (Tranquilla)       | Roscher 1,1590. Hesiod: Theogonie 244.                      |
| Galenos       | Γαληνός                | Bundesgenosse des Königs Priamos in Troja aus Gargara, von Neoptolemos getötet        | Roscher 1,1590. Quintus von Smyrna 10,89.                   |
| Galeos        | Γαλεός                 | Sohn von Apollon und Themisto, „Eidechse“, mit besonderer Art des Weissagens          | Roscher 1,1590. Stephanos von Byzanz sv Γαλεῶται, Ὓβλαι.    |
| Galepsos      | Γάληψος                | Sohn von Thasos und Telephe, nach ihm die Stadt Galepsos in Thrakien benannt          | Roscher 1,1591. Etymologicum magnum.                        |
| Galinthias    | Γαλινθιάς              | Tochter des Proitos, dient Alkmene, Hebamme des Herakles, täuscht Eileithyia          | Roscher 1,1591. Antoninus Liberalis 23.                     |
| Gallos        | Γάλλος                 | aus Phrygien, wie Attis beim Dienst der Kybele entmannt                               | Roscher 1,1592 (1). Stephanos von Byzanz sv.                |
| Gallos        | Γάλλος                 | Flussgott mit Füllhorn und Schilfstängel, auf Münzen des Severus Alexander            | Roscher 1,1593 (2).                                         |
| Gamelioi      | Γαμήλιοι θεοί          | Götter für das glückliche Gedeihen der Ehe: Zeus, Hera, Aphrodite, Peitho, Artemis    | Roscher 1,1593. Plutarch: quaestiones Romanae c.2.          |
| Gamos         | Γάμος                  | Personifikation der Hochzeit und Ehe, Sohn des Eros                                   | Roscher 1,1593. Nonnos: Dionysiaka 40,402.                  |
| Ganges        | Γάγγης                 | Sohn von Indos und Nymphe Kalauria, schläft betrunken mit seiner Mutter               | Roscher 1,1594. Plutarch: de fluviorum 7.                   |
| Ganyktor      | Γανύκτωρ               | aus Naupaktos, Vater von Ktimenos und Antiphos, Mörder des Hesiod                     | Roscher 1,1594 (1). Pausanias 9,31,6.                       |
| Ganyktor      | Γανύκτωρ               | Sohn von König Amphidamas in Euböa, am Wettstreit zwischen Hesiod und Homer           | Roscher 1,1595 (2). Certamen Homeri et Hesiodi 3.           |
| Ganyktor      | Γανύκτωρ               | Sänger im Gefolge des Dionysos nach Indien, singt für die gefallenen Bakchai          | Roscher 1,1595 (3). Nonnos: Dionysiaka 40,226.              |
| Ganymedes     | Γανυμήδης              | Hirtenknabe, Schönster der Sterblichen, von Zeus geliebt, Mundschenk der Götter       | Roscher 1,1595-1603. Bibliotheke des Apollodor 3,12,2.      |
| Garamas       | Γαράμας                | das ist Amphithemis, Sohn von Apollon und Akakallis                                   | Roscher 1,1603. Apollonios: Argonautika 1,1042.             |
| Gargaphia     | Γαργαφία               | Personifikation der Quelle bei Plataiai, auf Wandbild in Pompeji                      | Roscher 1,1604.                                             |
| Gargareis     | Γαργαρεῖς              | ein Volk, die „Donnerer“                                                              | Roscher 1,1604. Stephanos von Byzanz sv Γαργαρεῖς.          |
| Gargaros      | Γάργαρος               | Sohn des Zeus, nach ihm die Stadt Gargara und der Gipfel des Ida bei Troja            | Roscher 1,1604. Etymologicum magnum.                        |
| Gargasos      | Γάργασος               | Trojaner, von Aias der Lokrer getötet                                                 | Roscher 1,1604. Hyginus: Fabulae 113; 115.                  |
| Gargettos     | Γαργηττός              | Vater des Ion, nach ihm der Demos in Attika und die Ioniden                           | Roscher 1,1604. Pausanias 10,25,5.                          |
| Garmathone    | Γαρμαθώνη              | Königin von Ägypten, mit Neilos Mutter des Chrysochoas, bewirtet Isis trotz Trauer    | Roscher 1,1605. Plutarch: de fluviorum 16,1.                |
| Garywones     | ΓαρυΓόνης              | das ist Geryones oder Geryoneus                                                       | Roscher 1,1605. CIG 7582.                                   |
| Gathiadas     | Γαθιάδας               | Heros, der Zuflucht Nehmenden vor dem Tode schützt                                    | Roscher 1,1605. Hesychios                                   |
| Gauanes       | Γαυάνης                | Nachkomme des Temenos, Bruder von Aeropos und Perdikkas                               | Roscher 1,1605. Herodot: Historien 8,137.                   |
| Gauas         | Γαύας                  | das ist Adonis in Zypern                                                              | Roscher 1,1605. Tzetzes, Scholion: Lykophron 831.           |
| Gazoria       | Γαζωρία                | Beiname der Artemis in der Stadt Gazoros in Makedonien                                | Roscher 1,1606. Stephanos von Byzanz sv Γάζωρος.            |
| Ge            | Γῆ                     | siehe Gaia, Göttin der Erde                                                           | Hesiod: Theogonie 116.                                      |
| Gebeleizis    | Γεβελέιζις             | Dämon der Geten                                                                       | Roscher 1,1606. Herodot: Historien 4,94.                    |
| Geeia, Geeios | Γεεία, Γέειος          | Beinamen von Hera und Zeus                                                            | Roscher 1,1606. Tzetzes, Scholion: Lykophron.               |
| Gegeneis      | Γηγενεῖς               | Beiname von Giganten, Riesen mit sechs Armen, Gegner der Argonauten                   | Roscher 1,1606-1608.                                        |
| Geinos        | Γήινος Αὐτόχθων        | Begründer der Kultur, im euhemeristischen Bericht der Mythologie in Phönizien         | Roscher 1,1608. FHG: Fragmenta 3,566,9.                     |
| Gelanor       | Γελάνωρ                | König von Argos, Sohn des Sthenelas, Gastgeber der Danaiden                           | Roscher 1,1608. Pausanias 2,16,1.                           |
| Gelas         | Γέλας                  | Flussgott in Sizilien, verehrt auf Münzen als Jüngling, bärtiger Mann, Stier          | Roscher 1,1608.                                             |
| Gelchanos     | Γελχανός               | das ist Welchanos, Epitheton des Zeus                                                 | Roscher 1,1609. Hesychios                                   |
| Geleon        | Γελέων, Τελέοντες      | Sohn des Ion, eponymer Heros der Phyle Geleontes                                      | Roscher 1,1610 (1). Herodot: Historien 5,66.                |
| Geleon        | Γελέων                 | Beiname des Zeus auf Inschrift von der Akropolis zu Athen im 1. Jahrhundert           | Roscher 1,1610 (2). CIA 3,2.                                |
| Gello         | Γελλώ, Γελώ            | Geist eines ledig gestorbenen Mädchens, der Jungfrauen und Schwangere tötet           | Roscher 1,1610. Zenobios 3,3.                               |
| Gelon         | Γέλων                  | Sohn von Hymaros und Aitna, nach ihm die Stadt Gela auf Sizilien                      | Roscher 1,1610 (1). Stephanos von Byzanz sv.                |
| Gelon         | Γέλων, Γελωνός         | das ist Gelonos, Sohn des Herakles                                                    | Roscher 1,1610 (2).                                         |
| Gelonos       | Γελωνός, Γέλων         | Sohn von Herakles und Echidna, Bruder von Agathyrsos und Skythos                      | Roscher 1,1610. Herodot: Historien 4,8-10; 108.             |
| Gelos         | Γέλως                  | personifiziert das Lachen, in Sparta mit Bildsäule von Lykurg und Kapelle             | Roscher 1,1610. Plutarch: Lykurgos 25,4.                    |
| Gemon         | Γέμων                  | Satyr, begleitet Dionysos auf seinem Zug nach Indien                                  | Roscher 1,1611. Nonnos: Dionysiaka 14,108.                  |
| Genea         | Γενεά                  | Personifikation der Indigenen Phöniziens, Tochter des Aion, Schwester des Genos       | Roscher 1,1611. Philodemos: Byblos 2,5.                     |
| Genesios      | Γενέσιος               | Beiname des Poseidon, mit Heiligtum bei Lerna in Argolis, vergleiche Genethlios       | Roscher 1,1611. Pausanias 2,38,4.                           |
| Genetai       | Γενέται θεοί           | Götter, denen Xuthos opfert, nachdem der den Sohn wiedergesehen hat                   | Roscher 1,1611. Euripides: Ion 1130.                        |
| Genethlios    | Γενέθλιος              | Daimon, der über einem Geschlecht waltende Schutzgeist                                | Roscher 1,1611 (1). Pindar: Olympia 13,101.                 |
| Genethlios    | Γενέθλιος              | Beiname des Zeus als Stamm- und Familiengott                                          | Roscher 1,1611 (2). Pindar: Olympia 8,16.                   |
| Genethlios    | Γενέθλιος              | Beiname des Poseidon, in Sparta verehrt, vergleiche Genesios                          | Roscher 1,1611 (3). Pausanias 3,15,10.                      |
| Genetias      | Γενετιάς               | Beiname der Athene                                                                    | Roscher 1,1611. Gerhard: Griechische Mythologie 1,232.      |
| Genetor       | Γενέτωρ                | Sohn des Königs Lykaon in Arkadien, einer der 50 Frevler, von Zeus vertilgt           | Roscher 1,1611 (1). Bibliotheke des Apollodor 3,8,1.        |
| Genetor       | Γενέτωρ                | Beiname des Apollon, mit Altar auf Delos                                              | Roscher 1,1611 (3). Macrobius 3,6.                          |
| Genios        | Γένιος                 | das ist Genius, auf metrischer Inschrift, gefunden bei Ascaphus                       | Roscher 1,1612. CIG 6810.                                   |
| Genoas        | Γενόας ?               | Fürst der Genoaier, eines Volkes der Molosser in Epirus                               | Roscher 1,1625. Stephanos von Byzanz sv Γενοαῖοι.           |
| Genos         | Γένος                  | Sohn des Aion, erfindet das Feuer aus Holzstücken, Vater von Phos, Pyr und Phlox      | Roscher 1,1625. Philodemos: Byblos 2,5. FHG 3,565.          |
| Georgos       | Γεωργός                | Beiname des Zeus in Athen,                                                            | Roscher 1,1627. CIA 3,77.                                   |
| Gephyraia     | Γεφυραῖα, Γέφυρα       | Beiname der Demeter                                                                   | Roscher 1,1627. Stephanos von Byzanz sv Γέφυρα.             |
| Gephyritis    | Γεφυρῖτις              | Beiname der Athene                                                                    | Roscher 1,1627. Gerhard: Griechische Mythologie 1,231.      |
| Gephyros      | Γέφυρος                | Dolione, bei der Landung der Argonauten auf Kyzikos von Peleus im Kampf getötet       | Roscher 1,1627. Apollonios von Rhodos 1,1042.               |
| Geraistiades  | Γεραιστιάδες           | Nymphen in Gortyn auf Kreta, nähren und ehren pflegend den jungen Zeus                | Roscher 1,1627. Etymologicum magnum sv.                     |
| Geraistos     | Γεραιστός              | Sohn des Zeus, eponymer Heros für Dorf und Vorgebirge auf Euboia                      | Roscher 1,1627 (1). Stephanos von Byzanz sv Γεραιστός.      |
| Geraistos     | Γεραιστός              | Sohn des Mygdon, nach seinen Töchtern die Stadt Parthenopolis in Makedonien           | Roscher 1,1627 (2). Stephanos von Byzanz sv Παρθενόπολις.   |
| Geraistos     | Γεραιστός              | Kyklop, mit Einzelauge auf der Stirn und Grabmal bei Athen                            | Roscher 1,1627 (3). Bibliotheke des Apollodor 3,15,8.       |
| Gerana        | Γεράνα                 | Pygmäin, Mutter des Mopsos, von Hera in Kranich verwandelt                            | Roscher 1,1627. Antoninus Liberalis 16.                     |
| Geras         | Γῆρας                  | Gott des hohen Alters, Sohn der Nyx, römisch Senectus, Gegenstück zu Hebe             | Roscher 1,1628. Hesiod: Theogonie 225.                      |
| Geren         | Γέρην                  | Sohn des Poseidon, nach ihm der Ort auf Lesbos                                        | Roscher 1,1628. Stephanos von Byzanz sv Γέρην.              |
| Gergithios    | Γεργίθιος              | Beiname des Apollon, mit Heiligtum in Gergis                                          | Roscher 1,1628.                                             |
| Geron         | Γέρων                  | das ist der Meeresgott Nereus in Gythio                                               | Roscher 1,1629. Pausanias 3,21,9.                           |
| Geryon        | Γηρυών, Γηρυονεύς      | Sohn von Chrysaor und Kallirrhoë, hat drei Leiber, von Herakles getötet               | Roscher 1,1630-1638. Hesiod: Theogonie 287.                 |
| Giganten      | Γίγαντες               | Riesen, Söhne der Gaia, die die olympischen Götter stürzen wollten                    | Roscher 1,1639-1673. Homer: Odyssee 7,56; 10,120.           |
| Gigantoletira | γιγαντολέτιρα          | Beiname der Athene, auf einem Karneol                                                 | Roscher 1,1674.                                             |
| Gigantoletor  | γιγαντολέτωρ           | Beiname des Zeus, auf einer Gemme                                                     | Roscher 1,1674.                                             |
| Gigarto       | Γιγαρτώ                | Mänade im Gefolge des Dionysos gegen Indien, kämpft mit Lykurgos und Morrheus         | Roscher 1,1674. Nonnos: Dionysiaka 21,77.                   |
| Gigas         | Γίγας                  | Sohn von Hermes und Hiereia, Vater des Ischenos                                       | Roscher 1,1674. Tzetzes, Scholion: Lykophron 42.            |
| Giglon        | Γίγλων                 | Anführer der Arachoten, kämpft mit Deriades gegen Dionysos                            | Roscher 1,1675. Nonnos: Dionysiaka 26,146.                  |
| Gigon         | Γίγων, Γιγῶν           | König der Aithiopen, von Dionysos besiegt, nach ihm die Stadt Gigonos                 | Roscher 1,1675 (1). Stephanos von Byzanz sv Γίγωνος.        |
| Gigon         | Γίγων, Γιγῶν           | Beiname des Dionysos, nach dem Vorgebirge Gigonis am thermaischen Meerbusen           | Roscher 1,1675 (2). Etymologicum magnum sv Γιγωνίς.         |
| Gigon         | Γίγων, Γιγῶν           | das ist Gingron                                                                       | Roscher 1,1675 (3).                                         |
| Gingras       | Γίγγρας, -ρης          | das ist Adonis                                                                        | Roscher 1,1675. Iulius Pollux 4,76.                         |
| Gingron       | Γιγγρών, Γιγῶν         | ein ägyptischer Heraklide                                                             | Roscher 1,1675. Hesychios sv Γιγγρών                        |
| Glanis        | Γλάνις                 | Prophet, von Aristophanes fingiert, älterer Bruder des Bakis                          | Roscher 1,1675. Suda. Pindar: Fragment 64.                  |
| Glaphyros     | Γλάφυρος               | Sohn des Magnes, Gründer von Glaphyrai in Thessalien                                  | Roscher 1,1675. Stephanos von Byzanz sv Γλαφυραί.           |
| Glauke        | Γλαύκη                 | Nereide, Tochter von Nereus und Doris, glänzender Meeresspiegel                       | Roscher 1,1675 (1). Homer: Ilias 18,39.                     |
| Glauke        | Γλαύκη                 | Nymphe in Arkadien, in Tegea auf einem Altar im Tempel der Athene Alea                | Roscher 1,1676 (2). Pausanias 8,47,2.                       |
| Glauke        | Γλαύκη                 | Gattin des Upis, Mutter der dritten Artemis                                           | Roscher 1,1676 (3). Cicero: De natura deorum 3,23.          |
| Glauke        | Γλαύκη                 | Tochter des Königs Kreon von Korinth, Gattin des Iason, von Medea vergiftet           | Roscher 1,1675 (4). Diodor 4,54.                            |
| Glauke        | Γλαύκη                 | Danaide, eine von fast 50, die den Bräutigam Alkis erdolcht                           | Roscher 1,1676 (5). Bibliotheke des Apollodor 2,1,5.        |
| Glauke        | Γλαύκη                 | Tochter des Kychreus von Salamis, mit Aktaios Mutter des Telamon                      | Roscher 1,1676 (6). Bibliotheke des Apollodor 3,12,6.       |
| Glauke        | Γλαύκη                 | Amazone, die „männergleich“ in den Kampf zog                                          | Roscher 1,1676 (7). Hyginus: Fabulae 163.                   |
| Glauke        | Γλαύκη                 | Meliade, Nymphe und Dryade, die in Eschen lebt                                        | Tzetzes: Götter 101.                                        |
| Glauke        | Γλαύκη                 | Tochter der Titanen Kronos und Rhea                                                   |                                                             |
| Glaukia       | Γλαυκία                | Tochter des Skamandros, Geliebte des Deimachos, der Herakles nach Troja folgt         | Roscher 1,1676. Plutarch: quaestiones Graecae 41.           |
| Glaukippe     | Γλαυκίππη              | Danaide, eine von fast 50, die den Bräutigam Potamon erdolcht                         | Roscher 1,1677. Bibliotheke des Apollodor 2,1,5.            |
| Glaukonome    | Γλαυκονόμη             | Nereide, Tochter von Nereus und Doris                                                 | Roscher 1,1677. Hesiod: Theogonie 256.                      |
| Glaukos       | Γλαῦκος (korrupt)      | Gatte der Althaia, Vater der Leda                                                     | Roscher 1,1677 (1). Scholion, Apollonios von Rhodos 1,498.  |
| Glaukos       | Γλαῦκος                | Sohn von Antenor und Theano, Bruder des Eurymachos, kämpft für Troja                  | Roscher 1,1677 (2). Dictys Cretensis 3,26; 5,2; 4,7.        |
| Glaukos       | Γλαῦκος                | König von Messenien, Sohn des Aipytos, Vater des Isthmios                             | Pausanias 4,3,9.                                            |
| Glaukos       | Γλαῦκος                | Sohn des Epikydes in Sparta, bestraft für versuchten Meineid                          | Herodot: Historien 6,86.                                    |
| Glaukos       | Γλαῦκος                | König der Lykier, Sohn des Hippolochos, kämpft für Troja, mit Gold gegen Bronze       | Roscher 1,1677 (5). Homer: Ilias 2,876; 3,313.              |
| Glaukos       | Γλαῦκος                | Lykier, Sohn des Imbrasus, Bruder des Lades, von Turnus getötet                       | Roscher 1,1678 (6). Vergil: Aeneis 12,342.                  |
| Glaukos       | Γλαῦκος                | Meeresgott, ein durch Wunderkraut verwandelter Fischer, „blauglänzend“                | Roscher 1,1678-1686 (7).                                    |
| Glaukos       | Γλαῦκος                | Meerross des Poseidon                                                                 | Roscher 1,1686 (8). Eustathios: Kommentar Ilias 918,19.     |
| Glaukos       | Γλαῦκος                | Sohn von Minos und Pasiphaë, mit einem Kraut zum zweiten Leben erweckt                | Roscher 1,1686-1688 (9). Hyginus: Fabulae 136.              |
| Glaukos       | Γλαῦκος                | Pan, hilft mit Vater und elf Brüdern dem Dionysos gegen Deriades und die Inder        | Roscher 1,1688 (10). Nonnos: Dionysiaka 14,82.              |
| Glaukos       | Γλαῦκος                | Sohn des Priamos, tauscht mit Diomedes die Rüstung, von Agamemnon getötet             | Roscher 1,1688 (11). Hyginus: Fabulae 115; 113.             |
| Glaukos       | Γλαῦκος                | Sohn von Sisyphos und Merope, mit Eurynome Vater des Bellerophon                      | Roscher 1,1688-1690 (12). Pausanias 2,4,3.                  |
| Glaukothea    | Γλαυκοθέα              | Göttin, neben der Zauberin Kirke Audeessa genannt                                     | Roscher 1,1691. Etymologicum magnum 169,10.                 |
| Gleneus       | Γληνεύς                | das ist Glenos, Sohn des Herakles                                                     | Roscher 1,1691 (1).                                         |
| Gleneus       | Γληνεύς                | Anführer der Kentauren, zog mit Dionysos gegen die Inder                              | Roscher 1,1691 (2). Nonnos: Dionysiaka 14,187.              |
| Glenos        | Γληνός, Γληνεύς        | Sohn von Herakles und Deianeira                                                       | Roscher 1,1691. Bibliotheke des Apollodor 2,7,8.            |
| Glisson       | Γλίσσων, Γλίσσας       | eponymer Heros der Stadt Glissas in Boiotien                                          | Roscher 1,1691.                                             |
| Glos          | Γλῶς                   | ein Heros                                                                             | Roscher 1,1691. Etymologicum magnum 741,53.                 |
| Glychatas     | Γλυχάτας               | Anführer der Sikanen auf Sizilien, von Herakles getötet                               | Roscher 1,1691. Diodor 4,23,5.                              |
| Glyke         | Γλύκη                  | Begleiterin des Theseus, bei der Erlegung des Minotaurus, auf einer Vase              | Roscher 1,1691. CIG 8139.                                   |
| Glykeroteroi  | Γλυκερώτεροι θεοί      | Kybele mit Diana von Ephesos, dargestellt auf Onyx-Kamee                              | Roscher 1,1691. V. Lazari: opere d'arte di Venezia 110,423. |
| Glykon        | Γλύκον                 | Mischwesen, Schlangengott im Asklepios-Kult, Chimära, verehrt in Paphlagonien         | Roscher 1,1692. Lukian: Alexandros 18; 38.                  |
| Glyphios      | Γλύφιος                | aus Troizen, überfällt den zur Frau verwandelten Seher Teiresias im Bad               | Roscher 1,1693. Eustathios: Kommentar Ilias 1665,48.        |
| Goitosyros    | Γοιτόσυρος, Οἰτόσυρος  | Gott der Skythen, mit Apollon identifiziert                                           | Roscher 1,1693. Hesychios                                   |
| Goldameise    |                        | Mischwesen, riesenhafte Insekten, größer als Füchse, fördern beim Graben Gold         | Plinius der Ältere: NH 11,111.                              |
| Golgos        | ΓόΛγος, Γόλγοι         | Sohn von Adonis und Aphrodite, Gründer der Stadt Golgoi auf Zypern                    | Roscher 1,1693. Scholion, Theokritos 15,100.                |
| Gordios       | Γορδίας, Γόρδιος       | König von Phrygien, mit Kybele Vater des Midas, gründet Gordion, Knoten unlösbar      | Roscher 1,1694. Strabon 12; 568.                            |
| Gordys        | Γόρδυς                 | Sohn des Triptolemos, sucht Io, bevölkert Gordiene in Armenien                        | Roscher 1,1694. Strabon 16; 747; 750.                       |
| Gorgas        | Γοργάς                 | das ist Gorgo, ein Ungeheuer                                                          | Roscher 1,1694. Suda                                        |
| Gorgasos      | Γόργασος               | Sohn von Machaon und Antikleia, herrscht mit Bruder Nikomachos über Pharai            | Roscher 1,1694. Pausanias 4,30,2; 4,3,2.                    |
| Gorge         | Γόργη                  | Danaide, eine von fast 50, die den Bräutigam Hippothoos erdolcht                      | Roscher 1,1694 (1). Bibliotheke des Apollodor 2,1,5.        |
| Gorge         | Γόργη                  | Tochter von Oineus und Althaia, mit Andraimon Mutter des Thoas                        | Roscher 1,1694 (2). Tzetzes, Scholion: Lykophron 1011.      |
| Gorge         | Γόργη                  | Tochter des Megareus, Gattin des Korinthos, stürzt sich in den See Eschatiotis        | Roscher 1,1695 (3). Etymologicum magnum sv Ἐσχατιῶτις.      |
| Gorgo         | Γοργώ                  | das ist eine der drei Gorgonen, ein Ungeheuer                                         | Roscher 1,1695 (1).                                         |
| Gorgo         | Γοργώ                  | siehe Anaxarete, ein zypriotisches Mädchen                                            | Roscher 1,1695 (2).                                         |
| Gorgo         | Γοργώ                  | Hund des Jägers Aktaion, eines von 35 bis 81 Tieren                                   | Roscher 1,1695 (3). Hyginus: Fabulae 181.                   |
| Gorgon        | Γόργων (korrupt)       | Sohn von Typhon und Echidna, mit Keto Vater der Gorgonen                              | Roscher 1,1695 (1). Hesiod: Theogonie 270.                  |
| Gorgon        | Γόργων                 | das ist eine der drei Gorgonen, ein Ungeheuer                                         | Roscher 1,1695 (2).                                         |
| Gorgonen      | Γοργόνες, Γόργων etc.  | Ungeheuer, beim Anblick erstarrt jeder zu Stein: Stheno, Euryale, Medusa              | Roscher 1,1695-1727.                                        |
| Gorgophone    | Γοργοφόνη              | Danaide, eine von fast 50, die den Bräutigam Proteus erdolcht                         | Roscher 1,1727 (1). Bibliotheke des Apollodor 2,1,5.        |
| Gorgophone    | Γοργοφόνη              | Tochter von Perseus und Andromeda, Gattin von Perieres und Oibalos                    | Roscher 1,1727 (2). Bibliotheke des Apollodor 1,9,5; 2,4,5. |
| Gorgophone    | Γοργοφόνη, -φόνος      | Beiname der Athene                                                                    | Roscher 1,1727 (3). Euripides: Ion 1478.                    |
| Gorgophonos   | Γοργοφόνος             | Sohn des Elektryon, Enkel des Perseus, Bruder der Alkmene                             | Roscher 1,1727 (1). Bibliotheke des Apollodor 2,4,5.        |
| Gorgophonos   | Γοργοφόνος             | König in Epidauros, gründet Mykene dort, wo er eine Schwertscheide findet             | Roscher 1,1727 (2). Plutarch: de fluviorum 18,7.            |
| Gorgophonos   | Γοργοφόνος             | Beiname von Perseus und Athene                                                        | Roscher 1,1727 (3). Nonnos: Dionysiaka 18,305.              |
| Gorgopis      | Γοργῶπις               | das ist Ino, Gattin des Athamas, Stiefmutter des Phrixos, lokal mit Korinth verknüpft | Roscher 1,1727. Scholion, Pindars Pythia 4,288.             |
| Gorgyieus     | Γοργυιεύς              | Beiname des Dionysos, mit Kult in Gorgyia auf Samos                                   | Roscher 1,1728. Stephanos von Byzanz sv Γόργυια.            |
| Gorgyra       | Γοργύρα                | Najade, Flussnymphe, mit Acheron Mutter des Unterweltsdämon Askalaphos                | Roscher 1,1728.                                             |
| Gorgythion    | Γοργυθίων              | Sohn von König Priamos in Troja und Kastianeira, von Teukros getötet                  | Roscher 1,1728. Homer: Ilias 8,302.                         |
| Gortys        | Γόρτυς                 | Sohn des Stymphelos, Erbauer der Stadt Gortys in Arkadien                             | Roscher 1,1728 (1). Pausanias 8,4,5.                        |
| Gortys        | Γόρτυς                 | Sohn von Tegeates und Maira, Gründer von Gortyn auf Kreta                             | Roscher 1,1728 (2). Pausanias 8,53,1.                       |
| Gorytoessa    | Γωρυτόεσσα             | Amazone, die „männergleich“ in den Kampf zog, vor Troja gefallen                      | Roscher 1,1728. Tzetzes: Posthomerica 178.                  |
| Gozmaie       | Γοζμαίη                | lokaler Beiname der Athene, auf Inschrift von Kanatha in Bataneia (Syrien)            | Roscher 1,1728.                                             |
| Graia         | Γραῖα                  | Tochter des Medon, Gattin des Leukippos, nach ihr die Stadt Graia in Boiotien         | Roscher 1,1728. Scholion, Ilias 2,498.                      |
| Graien        | Γραῖαι                 | Göttinnen, drei seit Geburt grauhaarige Töchter von Phorkys und Keto, das Alter       | Roscher 1,1728-1738.                                        |
| Graikos       | Γραῖκος                | Sohn von Zeus und Pandora, nach ihm hießen die Hellenen früher Graikoi                | Roscher 1,1738. Hesiod.                                     |
| Granikos      | Γράνικος               | Flussgott in Mysien, Sohn von Okeanos und Tethys                                      | Roscher 1,1738 (1). Hesiod: Theogonie 342.                  |
| Granikos      | Γράνικος               | Pelasger, gründet Adramyttion, Vater der Thebe, der Gattin des Herakles               | Roscher 1,1738 (2). Scholion, Ilias 6,396.                  |
| Gras          | Γρᾷς                   | Sohn des Echelaos, besiedelt Äolien in Kleinasien                                     | Roscher 1,1741. Pausanias 3,2,1.                            |
| Gration       | Γρατίων (?)            | Gigant, Sohn der Gaia, von Artemis erlegt                                             | Roscher 1,1741. Bibliotheke des Apollodor 1,6,2.            |
| Gryphos       | Γρῦψ                   | das ist Gryps, ein Fabeltier                                                          | Roscher 1,1741.                                             |
| Gryne         | Γρυνη                  | Amazone, Eponyme der Stadt Gryneia in Aiolis, von Apollon geschändet                  | Roscher 1,1741. Servius: Kommentar Aeneis 4,345.            |
| Gryneios      | Γρυνεῖος               | das ist Gryneus, Beiname des Apollon                                                  | Roscher 1,1741.                                             |
| Gryneus       | Γρυνεύς                | Kentaur auf der Hochzeit des Peirithoos                                               | Roscher 1,1741 (1). Ovid: Metamorphosen 12,260.             |
| Gryneus       | Γρυνεύς, Γρυνεῖος      | Beiname des Apollon nach der Stadt Gryneia in Aiolis                                  | Roscher 1,1742 (2). Strabon 13,622.                         |
| Gryno         | Γρυνώ (?)              | Tochter des Apollon                                                                   | Roscher 1,1742. Servius: Kommentar Eclogae 6,72.            |
| Grynos        | Γρῦνος (?)             | Sohn des Königs Eurypylos in Mysien, kämpft mit Pergamos gegen Nachbarn               | Roscher 1,1742. Servius: Kommentar Eclogae 6,72.            |
| Gryps         | γρύψ                   | Fabeltier, Mischwesen, Löwe mit Adlerkopf und Flügeln, stark und wachsam              | Roscher 1,1742-1777.                                        |
| Guneus        | Γουνεύς                | Freier der Helena, Anführer der Ainianen, kämpft gegen Troja                          | Roscher 1,1777 (1). Homer: Ilias 2,748.                     |
| Guneus        | Γουνεύς                | aus Pheneos in Arkadien, Vater der Laonome, der Gattin des Alkaios                    | Roscher 1,1777 (2). Pausanias 8,14,2.                       |
| Guneus        | Γουνεύς                | Heros, besänftigte die aufrührerischen Babylonier und Phöniker                        | Roscher 1,1777 (3). Tzetzes, Scholion: Lykophron 128.       |
| Gyas          | Γύας (?)               | Trojaner, Gefährte des Aeneas, Schiffswettkampf an Leichenspielen des Anchises        | Roscher 1,1777 (1). Vergil: Aeneis 1,222.                   |
| Gyas          | Γύας                   | das ist Gyges, hundertarmiger Riese                                                   | Roscher 1,1777 (3).                                         |
| Gyes          | Γύης                   | das ist Gyges, hundertarmiger Riese                                                   | Roscher 1,1777.                                             |
| Gyga          | Γυγᾶ                   | Athene Enchorios                                                                      | Roscher 1,1778. Hesychios sv Ἀθηνα ἐγχώριος                 |
| Gyges         | Γύγης, Γύης            | hundertarmiger Riese                                                                  | Roscher 1,1778. Ovid: Klagelieder 4,7,18.                   |
| Gynaikeia     | Γυναικεία              | Göttin für die Frauen, die kein Mann sehen durfte, römisch Bona Dea                   | Roscher 1,1778. Plutarch: Caesar 9,2.                       |
| Gynnis        | γυννις                 | einheimischer Gott zu Emesa in androgyner Gestalt, mit Dionysos verschmolzen          | Roscher 1,1778. Theodoret: Epistulae 3,7.                   |
| Gyrapsios     | Γυράψιος               | Beiname des Zeus, bei den Chiern                                                      | Roscher 1,1778. Tzetzes, Scholion: Lykophron 537.           |
| Gyrton        | Γυρτών, selten: Γύρτων | Bruder des Phlegyas, gründet Gyrton in Thessalien, Sitz von Ixion und Peirithoos      | Roscher 1,1778. Stephanos von Byzanz.                       |